# Juan de Mairena
Juan de Mairena (Sevilla, 1865-Tapia de Casariego, 1909) fue un profesor ficticio de gimnasia y retórica creado por Antonio Machado.

## Biografía
Nacido en Sevilla en 1865. Su biógrafo y presunto creador, Antonio Machado, lo describe como "poeta, filósofo, retórico e inventor de una Máquina de Cantar", y lo presenta como alumno de otro autor apócrifo, el maestro Abel Martín, también sevillano, nacido en 1840 y fallecido en Madrid en 1898.

### La escuela popular de sabiduría superior
En 1896, adelantándose a Keyserling, proyectó fundar en Sevilla una Escuela Popular de Sabiduría Superior. Dispondría de una Cátedra de Metafísica a cargo de Abel Martín ("Abel-Sócrates") y otra de Sofística conducida por el propio Mairena. En el proyecto les acompañaba como secretario otro apócrifo, Jorge Meneses, compañero de instituto de Mairena y animado contertulio.
Machado da noticia de una visita de Miguel de Unamuno a Sevilla en 1897, en la que al parecer tuvo oportunidad de discutir con Mairena los términos de la fundación de la proyectada escuela de sabiduría.
Avanzado ya el aciago año de 1898 se produjo el no menos fatídico viaje del maestro Abel Martín a Madrid para formar parte de un tribunal de oposiciones a cátedras de Filosofía. Al poco de llegar, sufrió una crisis hepática, siendo internado en el hospital de San Carlos, donde falleció el 9 de noviembre. Fue un duro golpe para su discípulo. Mairena, convencido de que "el maestro ideal había desaparecido y no volvería más", decidió abandonar el proyecto. El local apalabrado sería luego alquilado para una churrería que funcionó hasta 1916.
Juan de Mairena murió en Casariego de Tapia en 1909. En el frontispicio de su obra atribuida, recopilada y publicada en 1936 con el título: Juan de Mairena. Sentencias, donaires, apuntes y recuerdos de un profesor apócrifo, aparece la única imagen que se conoce del supuesto maestro; se trata de un retrato en sombra de tinta hecho para la ocasión por José Machado, hermano menor de Antonio. Al pie del dibujo se menciona que ese era su aspecto a los 33 años, o sea en 1898, y como corresponde a fecha tan dolorosamente noventaiochista, su rictus es dolorido y taciturno, aunque juvenil, con la mirada inclinada hacia abajo.

## Obra
Obra apócrifa
- Vida de Abel Martín (biografía de su maestro)
- Arte poética (ensayo)
- Coplas mecánicas (poesía)
- Los siete reversos (ensayo)

Obra publicada
- Cancionero apócrifo de Abel Martín (recopilación y estudio de Juan de Mairena), publicado en la Revista de Occidente, en 1926.
- Selección de poemas en la edición de las Poesías completas de Antonio Machado, en 1928, con el título de "Cancionero apócrifo de Juan de Mairena" (CLXVIII);
- Colección de artículos firmados por Juan de Mairena y publicados a partir del 4 de noviembre de 1934 en el Diario de Madrid, y que más tarde tuvieron continuación en el diario El Sol, a partir del 17 de noviembre de 1935, hasta el 28 de junio de 1936;[4]
- Juan de Mairena (sentencias, donaires, apuntes y recuerdos de un profesor apócrifo) (Espasa-Calpe,1936);
- Páginas publicadas en las revistas Hora de España y Madrid, entre 1937 y 1938, y reunidas en diversas publicaciones póstumas de Antonio Machado: Juan de Mairena (dos volúmenes), en 1943; Abel Martín. Cancionero de Juan de Mairena, en 1947; y el conjunto de artículos firmados por Machado y titulados "Desde el mirador de la guerra", publicados por entregas en el diario La Vanguardia a lo largo de 1938 y recopilados en libro en Los complementarios, en 1957.[5]

Recopilaciones posteriores
- Juan de Mairena, Alianza Editorial,  2009; ISBN 9788420649849
- Juan de Mairena, Editorial Cátedra, tomo I (2006; ISBN 9788437605852) y tomo II (2004; ISBN 9788437605869)

## Análisis del personaje
"Busca a tu complementario
que marcha siempre contigo
y suele ser tu contrario".

Antonio Machado Nuevas canciones (1919)

El erudito machadiano Pablo del Barco, en su prólogo a la edición de Juan de Mairena (sentencias, donaires, apuntes y recuerdos de un profesor apócrifo) (1981), anota que Mairena es un personaje literario con fundamento en la realidad.
Machado escribió: "Lo apócrifo, como principio político, literario y pedagógico, actúa contra el determinismo del pasado sobre el presente". La definición dada por Machado se complementa en términos similares por Juan de Mairena, en diferentes pasajes de la obra a él atribuida:

"Nada os importe ser inactuales..., huid de los novedosos..., de cada diez novedades que pretenden descubrirnos, nueve son tonterías. La décima y última, que no es una necedad, resulta a última hora que tampoco es nueva."

### Modelos reales
Estudiosos de la obra y la persona de Antonio Machado, como Pablo A. de Cobos y Pablo del Barco, han considerado a Abel Martín y a Mairena sus dos apócrifos mayores, "hijos legítimos de la segovianidad del poeta", a imagen y semejanza de personajes reales como Blas Zambrano, amigo y compañero de Machado durante el periodo segoviano, Adolfo Almazán, profesor de gimnasia, en un tiempo alcalde de Baeza, y propietario de la rebotica donde Machado acude a la tertulia con la que intenta amenizar sus tediosos días baezanos, y que inmortalizó en su Poema de un día, irónicamente subtitulado «Meditaciones rurales». Otro posible modelo para el apócrifo Juan de Mairena, pudo haber sido José Álvarez Guerra, bisabuelo de Machado, autor del libro Unidad simbólica y destino del hombre en la tierra, o filosofía de la razón.

### Mairena, poeta
De entre el muy disperso material lírico que Machado atribuye a Mairena, queden como ejemplo estos versos escritos como epitafio a Guiomar:
Todo amor es fantasía:
él inventa el año, el día,
la hora y su melodía,
inventa el amante y, más,
la amada. No prueba nada
contra el amor que la amada
no haya existido jamás.

### Vocabulario
Vocabulario asociado a Mairena por los analistas y críticos de su obra conocida: pirandelliano, orteguiano, unamuniano, "bremondista" laico, modernista cursi, coplero, retórico, sofista y escéptico.

"Yo os aconsejo una posición escéptica frente al escepticismo".
 (Mairena a sus alumnos)

## Anacronismos
Es evidente que Machado no hizo un gran control de la cronología dada a sus apócrifos y que pudo considerarla superflua. Así, el artículo "La pedagogía según Mairena, en 1940", es anacrónico si se acepta que Mairena murió en 1909. A partir de los datos que da Machado, Pablo del Barco construyó una cronología para un Mairena real, de resultados rocambolescos que hacían a Mairena 25 años mayor que su maestro Abel Martín y 35 años mayor que su creador, Machado. Por otra parte, sus textos (de Mairena) trasladados a la realidad, habrían sido escritos hacia 1885, a sus 20 años (de Mairena), los 45 de Abel Martín y los 10 de Machado. Así, también, si se amplía la existencia de Mairena hasta 1939 (año en que Machado usa la firma de Mairena para sus últimas notas), se deduciría que su apócrifo vivió 74 años, es decir treinta más que los que le dio el poeta cuando escribió su biografía.